# Andrew Wiggins
Andrew Christian Wiggins (Toronto, 23 de fevereiro de 1995) é um jogador canadense de basquete profissional que atualmente joga pelo Miami Heat na National Basketball Association (NBA).
Wiggins jogou pela Universidade do Kansas e foi selecionado pelo Cleveland Cavaliers como a primeira escolha geral do draft da NBA de 2014, tendo sido posteriormente negociado com o Minnesota Timberwolves. Ao final da temporada de 2014–15, ele recebeu o prêmio de Novato do Ano. Após cinco temporadas e meia com Minnesota, ele foi negociado com os Warriors em 2020. Em 2022, Wiggins ganhou seu primeiro título da NBA. 
Andrew é filho do ex-jogador da NBA da década de 1980 e 1990, Mitchell Wiggins, que jogou pelo Chicago Bulls, Houston Rockets e Philadelphia 76ers na liga. Além de ter jogado em clubes da Europa. 

## Primeiros anos
Wiggins nasceu em Toronto. Ele é filho do ex-jogador da NBA, Mitchell Wiggins, um americano, e da ex-velocista olímpica de atletismo, Marita Payne-Wiggins, uma canadense que é originalmente de Barbados. Seus pais se conheceram como atletas estudantes na Florida State. Ele frequentou a escola primária na Glen Shields Public School e o ensino médio na Vaughan Secondary School.
Wiggins começou a jogar basquete organizado quando tinha nove anos, juntando-se a um time sub-10 em Toronto. Na época, ele tinha 1,70 m. Ele enterrou uma bola de basquete pela primeira vez quando tinha 13 anos e, um ano depois, cresceu para 1,98 m e quebrou uma tabela de vidro após enterrar em um aro no Dufferin Clark Community Centre em Vaughan.

## Carreira no ensino médio
Wiggins frequentou a Vaughan Secondary School em Vaughan durante seus dois primeiros anos de ensino médio. Em seu segundo ano, ele liderou o time da escola para um recorde de 44-1, a caminho de vencer o campeonato provincial de Ontário. Na final, ele registrou 25 pontos e 13 rebotes, em meio a gritos de "Superestimado!" da multidão.
Em 2011, ele foi transferido para a Huntington Prep School em Huntington, Virgínia Ocidental. Durante seu terceiro ano, ele teve médias de 24,2 pontos, 8,5 rebotes, 4,1 assistências e 2,7 bloqueios. Em seu último ano, ele teve médias de 23,4 pontos, 11,2 rebotes, 2,6 bloqueios e 2,5 assistências.
Wiggins foi classificado como o melhor prospecto para 2014, mas anunciou em outubro de 2012 que ele seria oficialmente reclassificado para sua classe original do ensino médio de 2013, depois de ter repetido uma série no ensino fundamental. Ele foi imediatamente colocado à frente do prospecto número um anterior, Jabari Parker, pela ESPN.
Em 7 de fevereiro de 2013, após um artigo na Sports Illustrated criticar o basquete canadense e a ética de trabalho de Wiggins, ele respondeu mais tarde naquele dia, marcando 57 pontos em uma vitória de 111–59 sobre o Marietta College.
Wiggins foi nomeado o Melhor Jogador do Ensino Médio de 2013 em 25 de fevereiro. Ele foi nomeado o Jogador Nacional do Ano de 2013 em 28 de março como o melhor jogador do ensino médio do país. Ele foi o primeiro jogador canadense a ser nomeado. Em maio de 2013, ele foi nomeado Mr. Basketball dos EUA.

## Carreira universitária

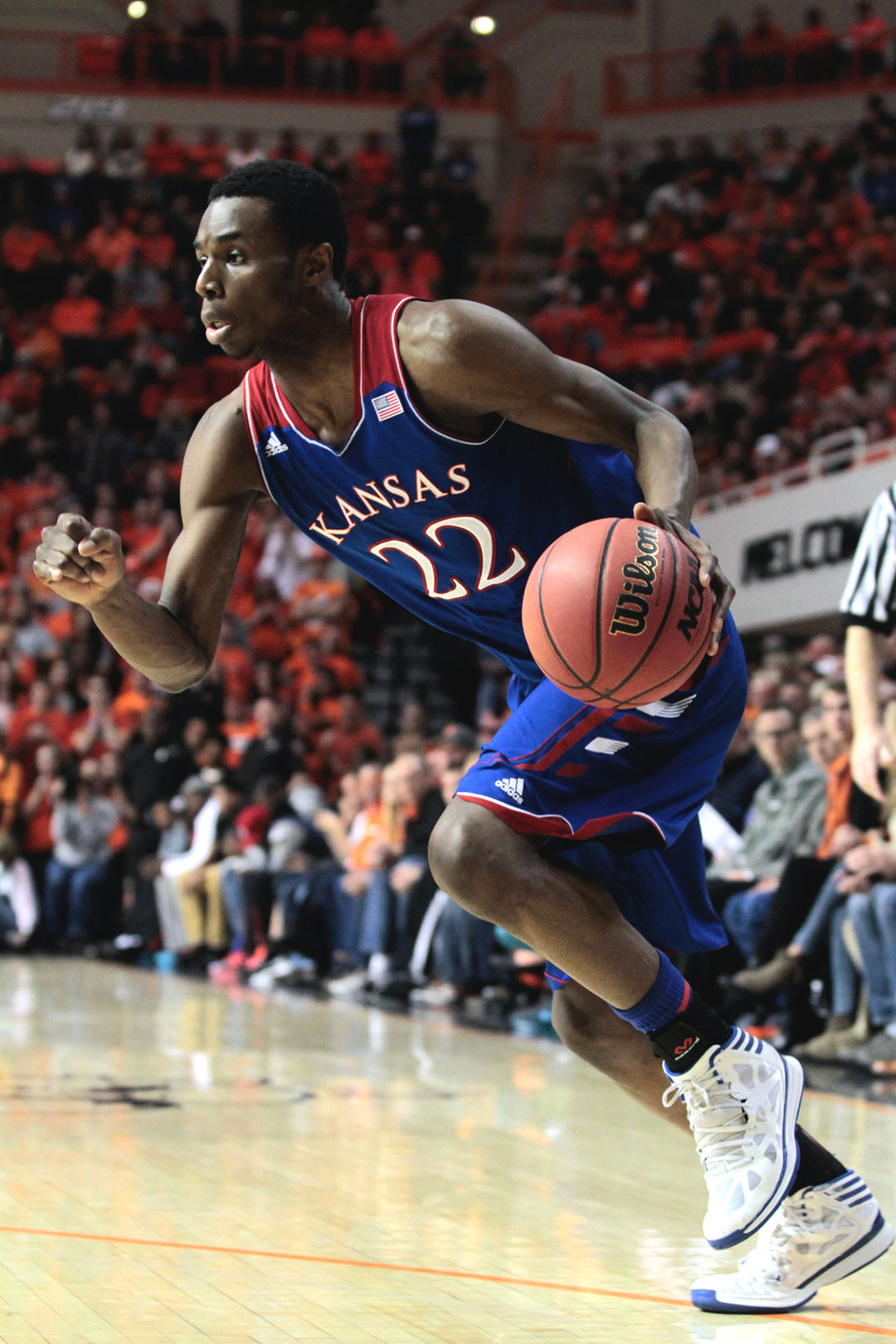
Wiggins em 2014 pela Universidade do Kansas.

Wiggins se comprometeu com a Universidade do Kansas em 14 de maio de 2013.
Em 13 de janeiro de 2014, Wiggins registrou 17 pontos e 19 rebotes em uma vitória de 77-70 sobre Iowa State, tornando-se apenas o segundo calouro nos últimos 15 anos (junto com Michael Kidd-Gilchrist) a acumular esses números em uma vitória contra um oponente classificado entre os melhores.
Wiggins teve médias de 17,1 pontos e 5,9 rebotes e acertou 34,1% dos arremessos certos de três pontos em seu primeiro ano no Kansas.
Em 8 de março de 2014, Wiggins marcou 41 pontos contra West Virginia, o maior número para um calouro da Big 12 Conference desde que Michael Beasley marcou 44 pontos contra Baylor em 2008.

## Carreira profissional

### Minnesota Timberwolves (2014–2020)

#### Novato do Ano (2014–15)
Wiggins se declarou para o draft da NBA de 2014 em 31 de março de 2014. Ele foi selecionado pelo Cleveland Cavaliers como a primeira escolha geral em 26 de junho de 2014, tornando-se apenas o segundo canadense escolhido em primeiro lugar no draft, depois de Anthony Bennett, que havia sido selecionado em primeiro lugar geral um ano antes no draft da NBA de 2013, também por Cleveland.

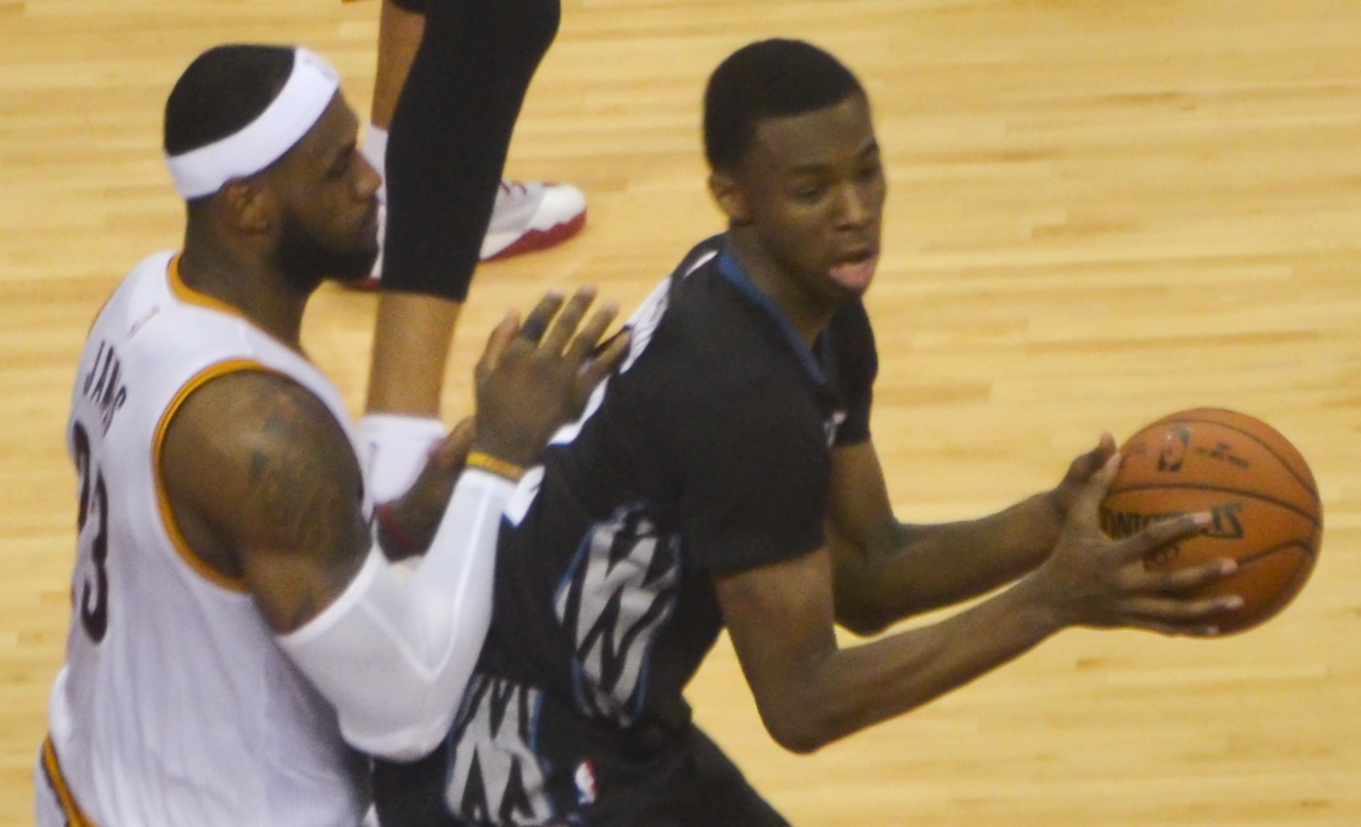
LeBron James marcando Wiggins em sua temporada de estreia com os Timberwolves em dezembro de 2014

Em 23 de agosto, uma troca de três equipes foi concluída envolvendo os Cavaliers, o Minnesota Timberwolves e o Philadelphia 76ers. Como parte do acordo, Wiggins e Bennett foram negociados com os Wolves, junto com Thaddeus Young, então dos Sixers. Wiggins se tornou apenas o segundo jogador desde a fusão ABA-NBA a ser selecionado como a escolha número um, apenas para ser negociado depois sem jogar uma única partida pelo time para o qual foi originalmente selecionado; Chris Webber foi o primeiro após o draft da NBA de 1993.
Em sua estreia na NBA em 29 de outubro de 2014, Wiggins marcou seis pontos em uma derrota de 105-101 para o Memphis Grizzlies. Ele ganhou o Prêmio de Novato do Mês na Conferência Oeste nos dois primeiros meses da temporada. Em 31 de janeiro, ele marcou 33 pontos em uma derrota para os Cavaliers. Em 30 de abril, ele ganhou o Prêmio de Novato do Ano da NBA na temporada de 2014-15.

#### Máximas pontuações na carreira (2015–2017)
Em 7 de novembro de 2015, Wiggins marcou 31 pontos, o recorde do jogo, em uma vitória de 102–93 na prorrogação sobre o Chicago Bulls. Dois dias depois, ele empatou seu recorde da carreira com 33 pontos em uma vitória de 117–107 sobre o Atlanta Hawks, registrando assim jogos consecutivos de 30 pontos pela primeira vez em sua carreira. Em 18 de dezembro, ele registrou 32 pontos, 10 rebotes e seis assistências em uma vitória de 99–95 sobre o Sacramento Kings, juntando-se a LeBron James, Kevin Durant e Tobias Harris como os únicos jogadores com 20 anos ou menos a registrar pelo menos 30 pontos, 10 rebotes e cinco assistências em um jogo desde 2000. Em 8 de janeiro de 2016, ele marcou 35 pontos, o recorde da carreira, em uma derrota para o Cleveland Cavaliers.

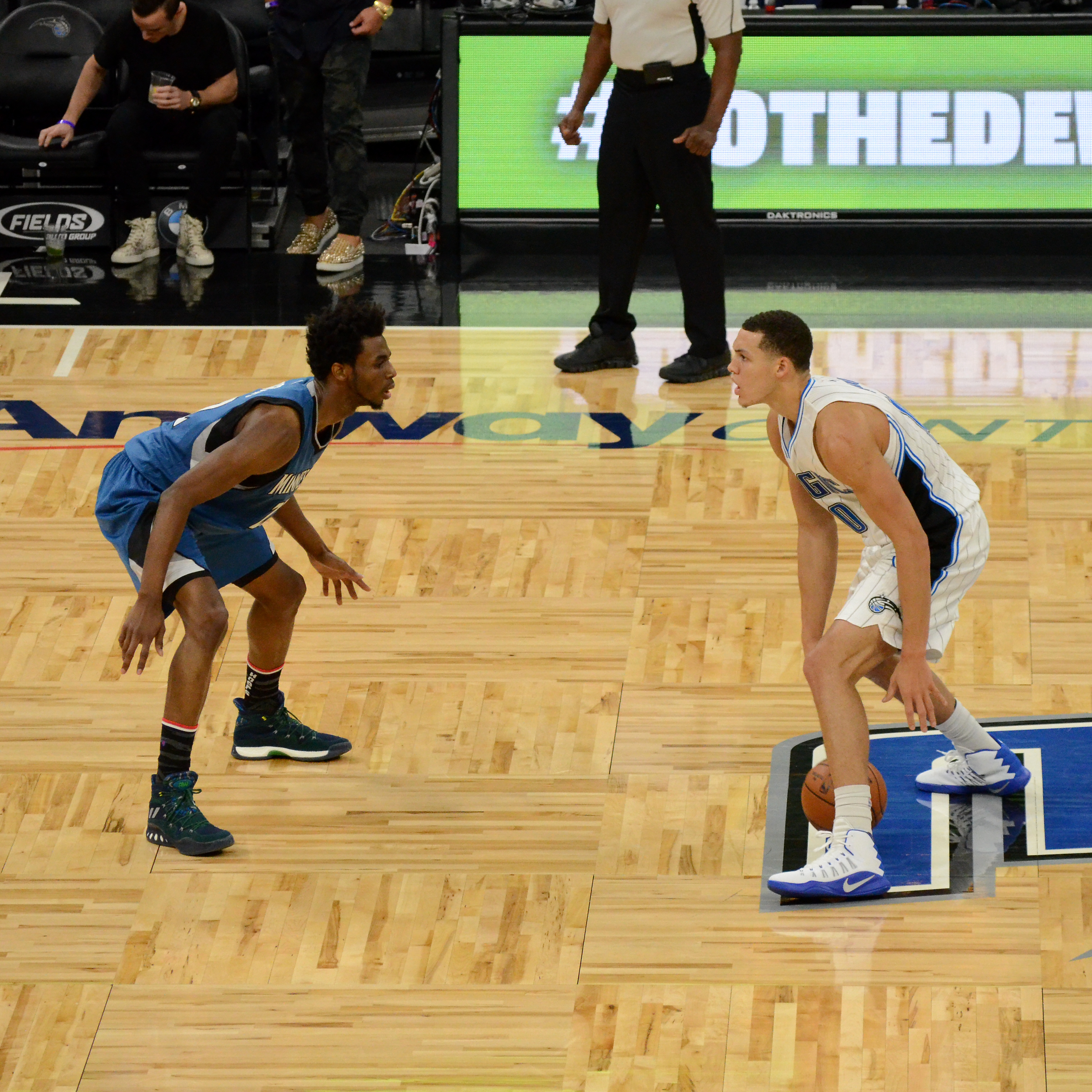
Wiggins marcando Aaron Gordon durante um jogo em novembro de 2016

Em 8 de novembro de 2016, Wiggins marcou 36 pontos, o recorde da carreira, e acertou seis cestas de três pontos, o melhor da carreira, em uma derrota por 119–110 para o Brooklyn Nets. Cinco dias depois, ele estabeleceu um novo recorde da carreira com 47 pontos em uma vitória por 125–99 sobre o Los Angeles Lakers, tornando-se o primeiro jogador canadense a marcar mais de 40 pontos em um jogo da NBA. Em 14 de fevereiro, ele fez 41 pontos em uma derrota por 116–108 para o Cleveland Cavaliers. No dia seguinte, ele marcou 40 pontos em uma vitória por 112–99 sobre o Denver Nuggets, tornando-se o segundo jogador de Minnesota a registrar jogos consecutivos de 40 pontos. Em 24 de fevereiro, ele marcou 27 pontos em uma vitória por 97–84 sobre o Dallas Mavericks, ultrapassando 20 pontos pelo 16º jogo consecutivo, empatando um recorde da franquia.

#### Primeira aparição nos playoffs (2017–2020)
Em 11 de outubro de 2017, Wiggins assinou uma extensão de contrato de cinco anos e US$ 148 milhões com o Timberwolves.
Em 22 de outubro, ele marcou 27 pontos e acertou a cesta de três pontos que deu a vitória ao Timberwolves no estouro do cronômetro em uma vitória de 115–113 sobre o Oklahoma City Thunder. Em 22 de janeiro de 2018, ele estabeleceu um novo recorde da temporada com 40 pontos em uma vitória de 126–118 sobre o Los Angeles Clippers. Em 7 de fevereiro de 2018, em uma derrota por 140–138 na prorrogação para os Cavaliers, Wiggins atingiu 6.000 pontos na carreira. Aos 22 anos e 349 dias, ele se tornou o sexto jogador mais jovem a atingir o patamar. No final da temporada, ele terminou com uma média de pontuação de 17,7, sua menor média desde seu ano de novato.

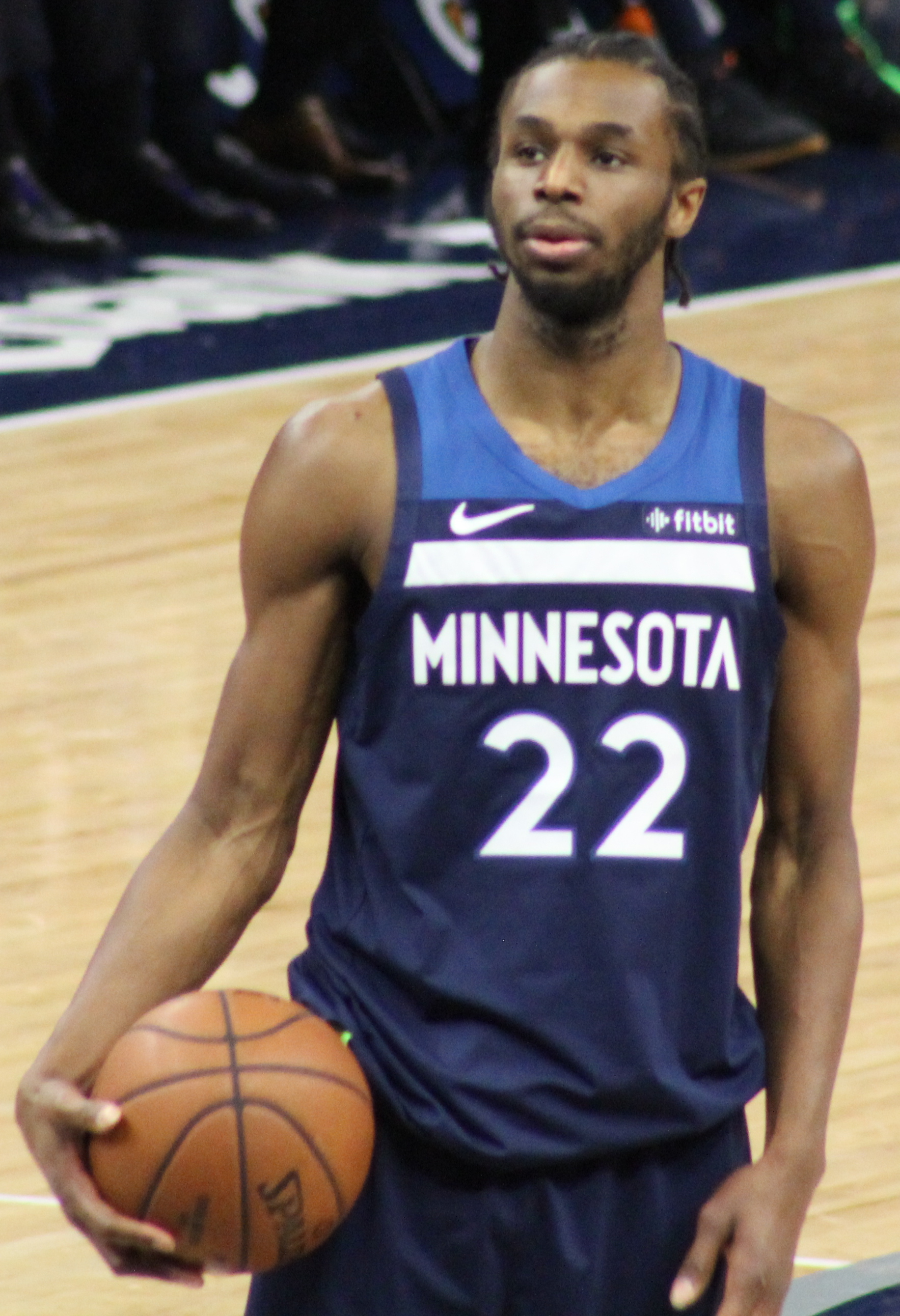
Wiggins em 2019.

Em 24 de outubro de 2018, Wiggins ficou inativo apenas pela segunda vez em sua carreira, ficando de fora da derrota para o Toronto Raptors por causa de uma contusão no quadríceps direito. A última vez que Wiggins ficou inativo foi em 10 de novembro de 2015, quando ficou de fora de uma derrota para o Charlotte Hornets por causa de uma dor no joelho direito. Wiggins voltou à ação em 31 de outubro contra o Utah Jazz depois de perder três jogos. Ele teve um problema no início da temporada, culminando em uma noite de 0-12 arremessos em 24 de novembro contra o Chicago Bulls. Foi a primeira vez em sua carreira que ele terminou um jogo sem pontos. Em 4 de janeiro, ele teve 40 pontos, o recorde da temporada, e 10 rebotes em uma vitória por 119–117 sobre o Thunder. Em 18 de janeiro, contra o San Antonio Spurs, Wiggins passou Sam Mitchell (7.161) para o segundo lugar na lista de pontuação da carreira da franquia. Em 27 de janeiro, ele marcou 35 pontos, o recorde do jogo, em uma derrota por 125–111 para o Jazz.
Em 18 de janeiro de 2020, Wiggins alcançou seu primeiro triplo-duplo da carreira com 18 pontos, 10 rebotes e 11 assistências, o recorde da carreira.

### Golden State Warriors (2020–presente)

#### Primeiro ano no Golden State e aparição no play-in (2020–2021)
Em 6 de fevereiro de 2020, Wiggins e duas escolhas de draft foram negociadas com o Golden State Warriors em troca de Jacob Evans, D'Angelo Russell e Omari Spellman. Em sua estreia pelo Warriors, ele marcou 24 pontos e teve cinco roubos de bola em uma derrota por 125–120 para o Los Angeles Lakers. Os Warriors não conseguiram se classificar para os playoffs e terminou com um recorde de 15–50, o pior da liga.
Em 19 de março de 2021, Wiggins marcou 40 pontos, o recorde da temporada, junto com oito rebotes, quatro assistências e quatro roubos de bola, em uma vitória por 116–103 sobre o Memphis Grizzlies. Os Warriors se classificaram para o torneio play-in recém-implementado; no entanto, eles sofreram duas derrotas consecutivas para Lakers e Grizzlies, não conseguindo chegar à pós-temporada pela segunda temporada consecutiva, apesar de um duplo-duplo de 22 pontos e 10 rebotes de Wiggins na derrota para os Grizzlies.

#### Primeira seleção All-Star e título da NBA (2021–presente)
Em 6 de dezembro de 2021, Wiggins marcou 28 pontos em oito cestas de três pontos, o recorde da carreira, em uma vitória de 126–95 sobre o Orlando Magic. Em 27 de janeiro de 2022, ele foi nomeado titular da Conferência Oeste no All-Star Game de 2022, sua primeira seleção para o All-Star Game. Ele foi o terceiro All-Star estreante a ser eleito titular em sua oitava temporada ou mais tarde. Wiggins também se tornou a primeira escolha geral nº 1 do draft na era moderna do draft (desde 1966) a ganhar sua primeira seleção All-Star em sua oitava temporada ou mais tarde.
Em 22 de maio, durante o Jogo 3 das Finais da Conferência Oeste, Wiggins teve 27 pontos e 11 rebotes, o recorde da sua carreira nos playoffs, em uma vitória de 109–100 sobre o Dallas Mavericks. No Jogo 4 das Finais da NBA, Wiggins registrou um duplo-duplo de 17 pontos e 16 rebotes (o recorde da carreira nos playoffs) em uma vitória de 107–97 sobre o Boston Celtics. No Jogo 5, ele registrou um duplo-duplo de 26 pontos e 13 rebotes em uma vitória de 104–94. Wiggins ganhou seu primeiro título da NBA depois que os Warriors derrotaram os Celtics em seis jogos. Ele terminou as Finais da NBA como o principal reboteiro, bloqueador e segundo maior pontuador dos Warriors com médias de 18,3 pontos, 8,8 rebotes e 1,5 bloqueios, além de ter uma bela marcação no ala dos Celtics, Jayson Tatum.
Em 15 de outubro de 2022, Wiggins assinou uma extensão de contrato de quatro anos e US$ 109 milhões com os Warriors. Em 20 de novembro, Wiggins marcou 22 pontos em 6 arremessos de três pontos. Wiggins, Stephen Curry e Klay Thompson combinaram para 23 cestas de três pontos, o maior número em um jogo por um trio na história da NBA. Em 3 de dezembro, ele marcou 36 pontos, o melhor da temporada, e igualou seu recorde de carreira com 8 arremessos de três pontos em uma vitória de 120-103 sobre o Houston Rockets. Em 24 de março de 2024, Wiggins se tornou o primeiro jogador da NBA nascido no Canadá a atingir 1.000 cestas de três pontos na carreira.

## Carreira na seleção
Em 20 de agosto de 2015, Wiggins foi nomeado para o elenco da Seleção Canadense na Copa América de 2015, um torneio classificatório para as Olimpíadas de 2016. Ele ajudou o Canadá a ganhar a medalha de bronze e liderou o time em pontuação com média de 15,1 pontos, sendo foi nomeado para a Equipe do Torneio.
Wiggins voltou ao time para o Torneio de Qualificação Olímpica de 2020 e teve médias de 21,7 pontos, 6,0 rebotes e 2,3 assistências em três jogos.

## Estatísticas na carreira
| † | Campeão da NBA |

### NBA

#### Temporada Regular
| Ano      | Equipe    | PJ  | PT  | MPJ  | AP   | 3P   | LL   | RT  | AS  | BR  | TO  | PPJ  |
| -------- | --------- | --- | --- | ---- | ---- | ---- | ---- | --- | --- | --- | --- | ---- |
| 2014–15  | Minnesota | 82  | 82  | 36.2 | .437 | .310 | .760 | 4.6 | 2.1 | 1.0 | 0.6 | 16.9 |
| 2015–16  | Minnesota | 81  | 81  | 35.1 | .459 | .300 | .761 | 3.6 | 2.0 | 1.0 | 0.6 | 20.7 |
| 2016–17  | Minnesota | 82  | 82  | 37.2 | .452 | .356 | .760 | 4.0 | 2.3 | 1.0 | 0.4 | 23.6 |
| 2017–18  | Minnesota | 82  | 82  | 36.3 | .438 | .331 | .643 | 4.4 | 2.0 | 1.1 | 0.6 | 17.7 |
| 2018–19  | Minnesota | 73  | 73  | 34.8 | .412 | .339 | .699 | 4.8 | 2.5 | 1.0 | 0.7 | 18.1 |
| 2019–20  | Minnesota | 42  | 42  | 34.6 | .444 | .331 | .720 | 5.2 | 3.7 | 0.7 | 0.9 | 22.4 |
| 2019–20  | Warriors  | 12  | 12  | 33.6 | .457 | .339 | .672 | 4.6 | 3.6 | 1.3 | 1.4 | 19.4 |
| 2020–21  | Warriors  | 71  | 71  | 33.3 | .477 | .380 | .714 | 4.9 | 2.4 | 0.9 | 1.0 | 18.6 |
| 2021–22  | Warriors† | 73  | 73  | 31.9 | .466 | .393 | .634 | 4.5 | 2.2 | 1.0 | 0.7 | 17.2 |
| 2022–23  | Warriors  | 37  | 37  | 32.2 | .473 | .396 | .611 | 5.0 | 2.3 | 1.2 | 0.8 | 17.1 |
| 2023–24  | Warriors  | 71  | 59  | 27.0 | .453 | .358 | .751 | 4.5 | 1.7 | 0.6 | 0.6 | 13.2 |
| 2024–25  | Warriors  | 43  | 43  | 30.1 | .444 | .379 | .777 | 4.6 | 2.3 | 0.9 | 0.8 | 17.6 |
| Carreira | Carreira  | 749 | 737 | 33.8 | .449 | .356 | .725 | 4.5 | 2.3 | 1.0 | 0.7 | 18.5 |
| All-Star | All-Star  | 1   | 1   | 15.0 | .571 | .500 | –    | 0.0 | 1.0 | 0.0 | 0.0 | 10.0 |

#### Play-in
| Ano      | Equipe   | PJ | PT | MPJ  | AP   | 3P   | LL   | RT  | AS  | BR  | TO  | PPJ  |
| -------- | -------- | -- | -- | ---- | ---- | ---- | ---- | --- | --- | --- | --- | ---- |
| 2021     | Warriors | 2  | 2  | 41.9 | .500 | .222 | .500 | 6.5 | 2.0 | 0.0 | 1.5 | 21.5 |
| 2024     | Warriors | 1  | 1  | 25.5 | .364 | .250 | .600 | 3.0 | 2.0 | 0.0 | 1.0 | 12.0 |
| Carreira | Carreira | 3  | 3  | 36.4 | .471 | .231 | .571 | 5.3 | 2.0 | 0.0 | 1.3 | 18.3 |

#### Playoffs
| Ano      | Equipe    | PJ | PT | MPJ  | AP   | 3P   | LL   | RT  | AS  | BR  | TO  | PPJ  |
| -------- | --------- | -- | -- | ---- | ---- | ---- | ---- | --- | --- | --- | --- | ---- |
| 2018     | Minnesota | 5  | 5  | 32.8 | .441 | .333 | .600 | 5.2 | 2.0 | 0.4 | 0.4 | 15.8 |
| 2022     | Warriors† | 22 | 22 | 34.9 | .469 | .333 | .646 | 7.5 | 1.8 | 1.0 | 1.0 | 16.5 |
| 2023     | Warriors  | 13 | 12 | 34.0 | .459 | .297 | .681 | 5.6 | 1.9 | 0.8 | 1.2 | 16.7 |
| Carreira | Carreira  | 40 | 39 | 34.3 | .462 | .321 | .652 | 6.6 | 1.9 | 0.9 | 1.0 | 16.5 |

### Universidade
| Ano     | Equipe | PJ | PT | MPJ  | AP   | 3P   | LL   | RT  | AS  | BR  | TO  | PPJ  |
| ------- | ------ | -- | -- | ---- | ---- | ---- | ---- | --- | --- | --- | --- | ---- |
| 2013–14 | Kansas | 35 | 35 | 32.8 | .448 | .341 | .775 | 5.9 | 1.5 | 1.2 | 1.0 | 17.1 |

## Prêmios e Homenagens
NBA
- Campeão da NBA: 2022;
- NBA All-Star: 2022;
- NBA Rookie of the Year Award: 2015;
- NBA All-Rookie Team:  
  - Primeiro time: 2015